# Мацунаґа Акіра (1948)
Мацунаґа Акіра (яп. 松永 章, нар. 8 серпня 1948, Сідзуока —) — японський футболіст, що грав на позиції нападника.

## Клубна кар'єра
Грав за команду Хітачі.

## Виступи за збірну
Дебютував 1973 року в офіційних матчах у складі національної збірної Японії. У формі головної команди країни зіграв 10 матчів.

## Статистика
Статистика виступів у національній збірній.
| Збірна Японії | Збірна Японії | Збірна Японії |
| Роки          | Ігри          | голи          |
| ------------- | ------------- | ------------- |
| 1973          | 3             | 0             |
| 1974          | 0             | 0             |
| 1975          | 0             | 0             |
| 1976          | 7             | 2             |
| Усього        | 10            | 2             |